# Sebastian Chwałek
Sebastian Chwałek (ur. 2 maja 1977 w Krakowie) – polski polityk, prawnik, działacz Prawa i Sprawiedliwości.
W latach 2015–2017 podsekretarz stanu, a w latach 2017–2018 sekretarz stanu w Ministerstwie Spraw Wewnętrznych i Administracji, w 2018 i w latach 2020–2021 sekretarz stanu w Ministerstwie Obrony Narodowej. W latach 2018–2020 wiceprezes Polskiej Grupy Zbrojeniowej, a w latach 2021–2024 prezes Polskiej Grupy Zbrojeniowej.

## Życiorys
Ukończył studia na Wydziale Prawa i Administracji Uniwersytetu Jagiellońskiego. W latach 2005–2015 kierował Zespołem Legislacji i Analiz w Biurze Klubu Parlamentarnego Prawo i Sprawiedliwość. Był radcą prezesa Rady Ministrów (2007) i kierował Departamentem Spraw Parlamentarnych Kancelarii Prezesa Rady Ministrów.
18 listopada 2015 powołano go na podsekretarza stanu w Ministerstwie Spraw Wewnętrznych i Administracji. 10 maja 2017 powołano go na sekretarza stanu w MSWiA i pełnomocnika Rządu ds. Repatriacji. W styczniu 2018 został odwołany z obu stanowisk i powołany na stanowisko sekretarza stanu w Ministerstwie Obrony Narodowej. W październiku tego samego roku odszedł z rządu i został wiceprezesem Polskiej Grupy Zbrojeniowej. W styczniu 2020 powrócił na stanowisko sekretarza stanu w Ministerstwie Obrony Narodowej. W kwietniu 2021 został prezesem Polskiej Grupy Zbrojeniowej. W lutym 2024 odwołany z tego stanowiska.